# سواتوسلاو اشتپانک
سواتُسلاو اِشتپانک (انگلیسی: Svatoslav Štěpánek; ۲۵ دسامبر ۱۹۱۱ – ۸ نوامبر ۱۹۳۸) معروف به هیولای رودنیسه، یک قاتل زنجیره‌ای اهل کشور چکسلواکی بود که حداقل یک کودک و دو زن را در اطراف روودنیتسه ناد لابم بین سال‌های ۱۹۲۶ و ۱۹۳۶ کشت. او به اعدام محکوم شد و متعاقباً در سال ۱۹۳۸ اعدام شد